# Déverglaçage
Le déverglaçage est l'action d'enlever le verglas d'un revêtement de sol, d'une chaussée. De faire disparaître le verglas.

## Sel
Le sel de déverglaçage est un matériau salin dispersé sur la route gelée pour faire fondre la glace.